# ساميكيلي دي باري
ساميكيلي دي باري (بالإيطالية: Sammichele di Bari)‏ هي بلدة وبلدية في مقاطعة باري في إقليم بوليا في جنوب إيطاليا.

## السكان
في سنة 1861 بلغ عدد السكان 3٬946 نسمة، وتطور العدد ليصل في سنة 2011 لـ 6٬715 نسمة.
يظهر هذا المخطط البياني تطور النمو السكاني لـ ساميكيلي دي باري